# Urothoe pulchella
Urothoe pulchella is een vlokreeftensoort uit de familie van de Urothoidae. De wetenschappelijke naam van de soort is voor het eerst geldig gepubliceerd in 1853 door Costa.